# Rotationsprinzip
Als Rotationsprinzip oder Rotationsverfahren bezeichnet man jeden regelmäßigen Wechsel eines Versammlungsortes oder eines Amtsträgers (z. B. eines Regierungs-, Vereins- oder Parteiamtes).

## Vereinte Nationen
Bei den Vereinten Nationen unterliegen viele Funktionen einem (informellen) Rotationsprinzip. So wechselt das Amt des Generalsekretärs traditionellerweise zwischen den Kontinenten.

## Europäische Zentralbank
Im Rat der Europäischen Zentralbank wird, da der Eurozone mehr als 18 Mitgliedsländer angehören, seit Januar 2015  das Rotationsprinzip angewendet. Der EZB-Rat ist das oberste Beschlussorgan und als solcher für die geldpolitischen Entscheidungen der Zentralbank zuständig. Hintergrund des Wechsels zum Rotationsprinzip ist, wie bei anderen Rotationen, zu verhindern, dass zu viele Akteure an der Entscheidungsfindung beteiligt sind und diese sich dadurch ineffizient gestaltet.
Hierbei werden die Mitgliedsländer zu 5/6 nach ihrem Bruttoinlandsprodukt und zu 1/6 nach ihrem Anteil an der gesamten aggregierten Bilanz der monetären Finanzinstitute (Monetäre Finanzinstitute, MFI) klassifiziert. Die fünf größten dieser Länder erhalten vier feste Stimmrechte im EZB-Rat, um die sie monatlich rotieren. Die restlichen Länder rotieren monatlich um die verbleibenden elf Stimmrechte. Übersteigt die Zahl der Mitgliedsländer der Eurozone 22, so wird die zweite Gruppe weiter unterteilt: Die den größten fünf Ländern folgende Hälfte aller Mitgliedsländer rotiert dann um acht Stimmrechte (neue zweite Gruppe), die restlichen kleinsten Länder (neue dritte Gruppe) rotiert um drei Stimmrechte. Auch nach Einführung des Rotationsprinzips sind alle Mitgliedsländer an den Sitzungen des EZB-Rats teilnahmeberechtigt. Die stimmberechtigten Mitglieder werden auch weiterhin jeweils eine Stimme haben.
Das Rotationsprinzip wurde vom EZB-Rat selbst nach Maßgabe folgender Prinzipien vorgeschlagen:
1. Der EZB-Rat soll auch in einer erweiterten Eurozone in der Lage sein, Entscheidungen effizient und rechtzeitig zu treffen.
2. Eine persönliche Teilnahme aller Mitglieder soll gewährleistet sein.
3. Es soll das Prinzip „ein Mitglied, eine Stimme“ („one member one vote“) gelten.
4. Die Stimmberechtigten sollen repräsentativ sein und somit die Wirtschaft des gesamten Euroraums vertreten.
5. Das System soll beständig sein und somit einen Automatismus für seine zukünftige Anwendung auch bei einer Änderung der Zusammensetzung des Gremiums aufweisen.
6. Das System soll transparent sein.

Es wurde von wissenschaftlicher Seite vor allem für eine Verletzung der Prinzipien 1, 4 und 6 kritisiert.

## EU-Vorsitz
Der Vorsitz der Europäischen Union wechselt halbjährlich unter deren Mitgliedern.

## Bundesratspräsident in Deutschland
Das vierthöchste Amt in der Bundesrepublik Deutschland, der Präsident des deutschen Bundesrates, wechselt jährlich im Rotationsverfahren unter den Ländern.

## Bundespräsident in der Schweiz
Das repräsentative Amt des Bundespräsidenten als Primus inter pares wechselt jährlich unter den Bundesräten der Schweizer Regierung.

## SFR Jugoslawien
Die Sozialistische Föderative Republik Jugoslawien bestand von 1945 bis 1992. Tito regierte von 1945 bis zu seinem Tod am 4. Mai 1980. Danach übernahm ein achtköpfiges Gremium (Präsidium der Republik) die Regierungsgeschäfte. 
Jeweils für ein Jahr stellte eine der Republiken bzw. autonomen Provinzen den Vorsitzenden. 

## Die Grünen
Das Rotationsprinzip wurde in Deutschland von der Partei Die Grünen seit den erstmaligen Erfolgen bei Kommunalwahlen 1978 angewendet. Nach diesem Verfahren wurden alle Parteiämter in turnusmäßigen Abständen neu besetzt, um einer Ämterhäufung und etwaigem Machtmissbrauch entgegenzuwirken. Dieses basisdemokratische Prinzip sollte auch gemäß dem Bundesprogramm von 1980 stets auf alle Bundestags- und Landtagsmandate ausgeweitet werden, um die Bildung des Berufspolitikertums zu verhindern oder zumindest zu erschweren. Der Rücktritt der Abgeordneten nach zwei Jahren, so dass die auf der Landesliste nächstplatzierten nachrücken konnten, war verfassungsrechtlich umstritten, da das Grundgesetz eine um zwei Jahre längere Amtsperiode festschrieb, die nur durch zwingende Gründe zu verkürzen sei. Vor der Ablösung sollte der Nachrücker in der Fraktion gleichberechtigtes und voll stimmberechtigtes Mitglied sein und nach der Ablösung sollte der ehemalige Abgeordnete an seine Stelle treten.
Schon beim ersten größeren Versuch zeigte das Prinzip seine Schwachstellen. Deutlich sichtbar wurde sie nach dem ersten Einzug der Grünen in den deutschen Bundestag in dessen 10. Legislaturperiode: Zwei Abgeordnete, Petra Kelly und Gert Bastian weigerten sich, entgegen den Beschlüssen der Partei, nach 2 Jahren ihr Mandat aufzugeben. Bastian schied deshalb aus der Bundestagsfraktion aus und wurde fraktionsloser Abgeordneter. Otto Schily schied wegen seiner herausgehobenen Stellung im laufenden Flick-Untersuchungsausschuss erst  im März 1986 aus dem Bundestag aus. Hubert Kleinert fand in der Vorbereitung einer Verfassungsklage gegen den Ausschluss der Grünen von der parlamentarischen Kontrolle der Geheimdienste einen Grund, erst am  19. Januar 1986 sein Mandat aufzugeben. Erschwerend kam hinzu, dass auf die vorderen Listenplätze oft die prominentesten, redegewandtesten und durchsetzungsfähigsten Kandidaten gewählt waren, während sich weiter hinten auf den Listen die unbekannteren und mehr durch Basisarbeit innerhalb der Grünen bekannt gewordenen Kandidaten befanden. Die Nachrückerin Uschi Eid zum Beispiel weigerte sich, in den ersten beiden Jahren vor Ort in der Bundestagsgruppe mitzuarbeiten; viele ehemalige Abgeordnete verließen die Gruppe, nachdem sie ihr Mandat zurückgegeben hatten. Die Diskriminierung der Nachrücker, die halbherzige Befolgung der Beschlüsse von grünen Parteitagen und die Fokussierung der Öffentlichkeit auf einige wenige Prominente sorgten mit dafür, dass das Rotationsprinzip scheiterte.
Schon 1986 wurde für die Bundestagsabgeordneten die zweijährige durch eine vierjährige Rotation ersetzt, die aber auf Bundesebene keine Rolle mehr spielen sollte, da die Grünen 1990 bis 1994 nicht mehr im Bundestag vertreten waren. 1991 wurde das Rotationsprinzip endgültig abgeschafft.

## Antifa und Autonome
In linksradikalen Zusammenhängen, vor allem bei Antifas und Autonomen, findet das Rotationsprinzip bis heute Anwendung, zum Beispiel wenn es um das Aussenden von Delegierten zu überregionalen Treffen geht. Im Allgemeinen wird mit dieser Praxis das imperative Mandat verbunden.

## FIFA
Der Fußball-Weltverband FIFA beschloss im August 2000 ein Rotationsverfahren für die Vergabe von Fußball-Weltmeisterschaften. Demnach sollen ab 2010 Weltmeisterschaften im kontinentalen Wechsel zwischen den sechs Kontinentalverbänden stattfinden. Der Beschluss diente nach Aussagen von FIFA-Präsident Sepp Blatter vor allem dazu, sicherzustellen, dass die WM 2010 in einem afrikanischen Land stattfindet.
Am 29. Oktober 2007 teilte das Exekutivkomitee der FIFA mit, dass das Rotationsverfahren für die Weltmeisterschaften ab 2018 wieder aufgehoben wird. Als Grund gab Blatter an, dass eine Situation wie bei der Vergabe der Weltmeisterschaft 2014, wo sich aus dem für dieses Turnier vorgesehenen südamerikanischen Verband nur ein Land (Brasilien) als Ausrichter beworben hatte, künftig vermieden werden sollte.
Eine strikte Anwendung des Verfahrens ab 2010 hätte zur Folge gehabt, dass Europa nur alle 24 Jahre Fußball-Weltmeisterschaften austragen dürfte, obwohl es nach bisheriger Tradition seit 1958 alle acht Jahre Austragungsort der Fußball-Weltmeisterschaft war. Demgegenüber steht in Afrika, Ozeanien oder Nordamerika nur eine geringe Anzahl potenzieller Austragungsländer bereit.